# 圖托維奇
51°21′6″N 26°21′50″E / 51.35167°N 26.36389°E
圖托維奇（烏克蘭語：Тутовичі），是烏克蘭的村落，位於該國西北部羅夫諾州，由薩爾內區負責管轄，處於戈倫河畔，始建1577年，面積0.837平方公里，海拔高度161米，2001年人口1,273。